# Un mare sculptor român
Un mare sculptor român este o operă literară scrisă de Ion Luca Caragiale. 